# آینه‌ها (فیلم)
آینه‌ها (به انگلیسی: Mirrors) فیلمی ترسناک محصول سال ۲۰۰۸ آمریکا به کارگردانی الکساندر آژا است. در این فیلم بازیگرانی همچون کیفر ساترلند، پائولا پاتون، امی اسمارت، کامرون بویس، مری بث پیل، جان شاراپنل، جیسون فلمینگ، جولیان گلاور و ازرا بوزینگتون ایفای نقش کرده‌اند.

## خلاصه داستان
چند مرگ اتفاق افتاده و پزشکی قانونی علت مرگ را خود کشی به وسیله آینه تشخیص داده است اما یک کارگاه به نام بن کارسون (کیفر ساترلند) که به دلایلی مجبور به استعفا شده‌است بعد از استخدام شدن به عنوان یک نگهبان در یک فروشگاه مرموز که قبلاً بر اثر آتش‌سوزی کاملاً سوخته است به این موضوع مشکوک می‌شود و علت مرگ را قتل به وسیله آینه‌ها می‌داند و اینکه افراد پس از نگاه کردن در آینه دچار این حالت می‌شوند و...